# Смолянский, Гуннар
Гуннар Смолянский (швед. Gunnar Smoliansky;  1933, Висбю — 12 декабря 2019) — шведский фотограф.

## Биография
Сын пианиста. После школы увлёкся фотографией, приобрёл свою первую камеру. Занимался в фотошколе. Служил в таможне Стокгольмского порта, фотографировал для себя. В 1954—1956 годах работал в Сан-Паулу ассистентом индустриального фотографа. Продолжал эту деятельность, вернувшись в Стокгольм. Посещал вечерние курсы фотоискусства, которые вел Кристер Стрёмхольм. С 1965 года работал как фотограф-фрилансер, в основном иллюстрируя учебную литературу.
В 1971 году в Уппсале состоялась первая персональная выставка работ Смолянского Образы Рима. В 1975 году вместе с несколькими друзьями он основал агентство Bildhuset (Дом изображений). В 1982 году основал издательство фотолитературы DOG, в том же году издательство выпустило первый альбом Смолянского Дети. В 1985—1987 годах в Стокгольме прошли три крупные выставки работ фотографа, выдвинувшие его в первый ряд национальных мастеров.
Большая ретроспективная выставка фотографий Гуннара Смолянского была показана в 2008 в Доме культуры Стокгольма (см.: ).

## Признание
Премия шведского журнала FOTO (1980). Премия Леннарта аф Петерсенса от г. Стокгольм (2005).